# Gareth Marriott
Gareth John Marriott (ur. 14 lipca 1970 w Mansfield) – brytyjski kajakarz górski. Srebrny medalista olimpijski z Barcelony.
Brał udział w dwóch igrzyskach (IO 92, IO 96). W 1992 zajął drugie miejsce w rywalizacji kanadyjkarzy w jedynce. Zdobył trzy medale mistrzostw świata. Indywidualnie był trzeci w 1997, w rywalizacji drużynowej zdobył srebro w 1993 i brąz w 1991.